# Dominique Pado
Pour les articles homonymes, voir Pado.
Dominique Pado (né Dominique Padovani le 24 mai 1922 à Oletta en Corse et mort le 18 mai 1989 à Paris) est un journaliste et homme politique français.

## Biographie

### Jeunesse et études
Issu d'une famille notable de Santa-Reparata-di-Balagna où l'une des tours a porté le nom de Padovani. Il effectue ses études secondaires au lycée Rollin et au lycée Buffon à Paris, puis descend à Marseille pour finir ses études secondaires au lycée Thiers. Il étudie à la faculté de droit de l'université d'Aix-en-Provence puis à l'université de Paris.

### Parcours professionnel
Il fut, après la Seconde Guerre mondiale, un des premiers journalistes à recevoir sa carte de presse.
Il était rédacteur en chef du quotidien L'Aurore. Il s'y occupait essentiellement de politique et écrivait des éditoriaux.
En 1978, après la vente du journal par Marcel Boussac à Marcel Fournier (PDG de Carrefour) qui le revendra à Robert Hersant, il démissionne du journal l'Aurore, suivi par la directrice Francine Lazurick. Cette dernière est remplacée à la tête du groupe, le 3 novembre, par Pierre Janrot, membre du groupe Hersant.
Dominique Pado a obtenu le Prix Albert-Londres en 1947 pour son livre La Russie de Staline aux éditions Elzévir.
Devenu sénateur de Paris le 3 avril 1967, il a été réélu en 1968, 1977, 1986. Il était membre de la commission des affaires culturelles du Sénat et membre du Groupe de l'Union centriste.

## Hommage posthume
La Rue Dominique-Pado a été désignée en son honneur.

## Ouvrages
- Les 50 jours d'Alain Poher
- 13 mai. Histoire secrète d'une révolution, Éditions de Paris, 1958
- Le procès Kravchenko, Éditions intermonde
- Maurras, Béraud, Brasillach. Trois condamnés - trois hommes - trois générations, éditions Odile Pathé, Monaco, 1945